# Protestáns Ifjúsági és Népkönyvtár

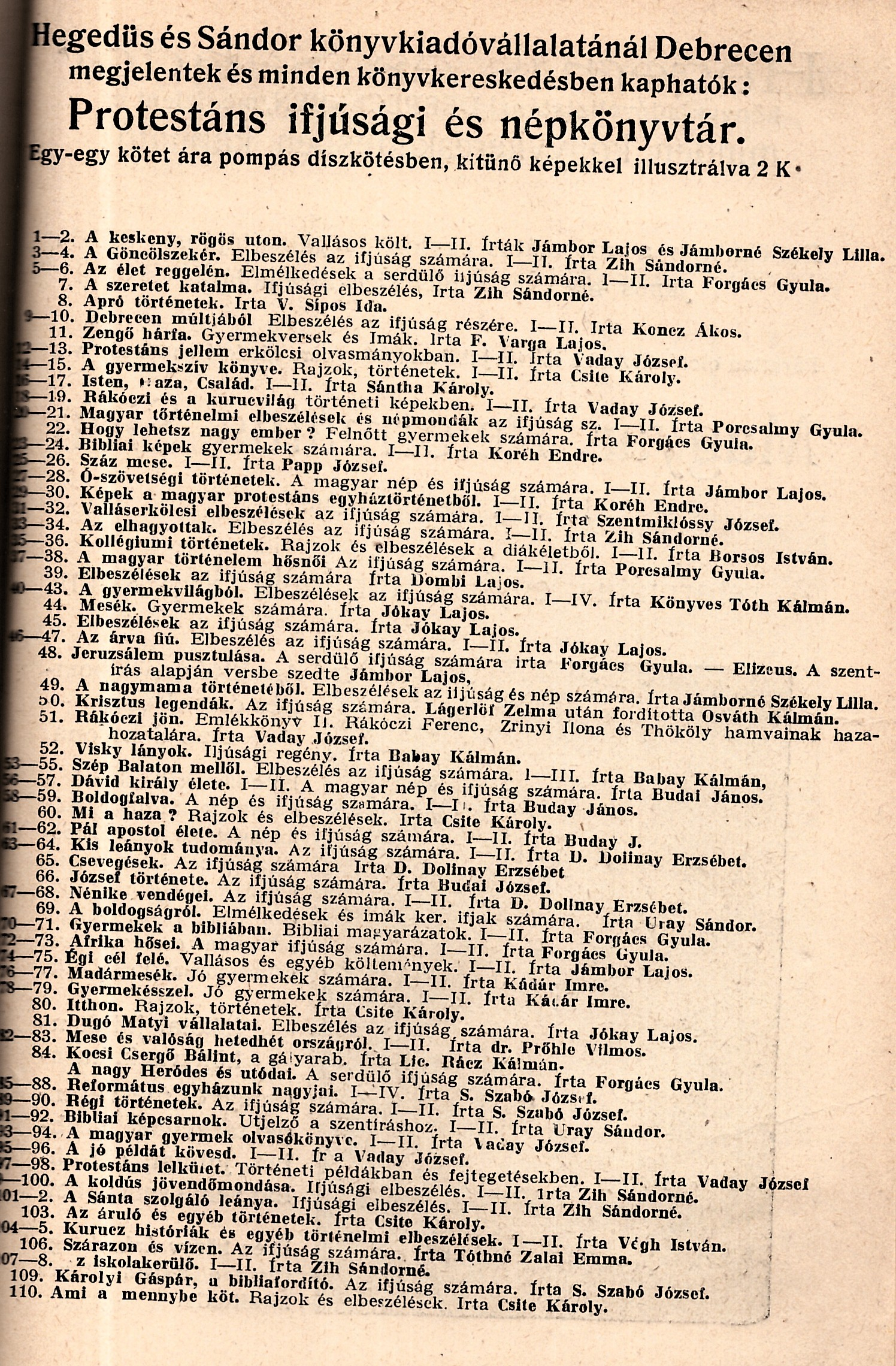
Korabeli hirdetés

A Protestáns ifjúsági és népkönyvtár egy 20. század eleji magyar ifjúsági könyvsorozat volt, amely a következő köteteket tartalmazta:
- 1–2. Jámbor Lajos–Jámborné Székely Lilla: A keskeny, rögös úton. Vallásos költemények. 68, 64 l.
- 3–4. Zih Sándorné: A Göncölszekér. Elbeszélés. 85, 90 l.
- 5–6. Forgács Gyula: Az élet reggelén. Elmélkedések a serdülő ifjúság számára. (Gondolatok, gyermekistentiszteletek a vasárnapi iskolák tartásához.) 94, 88 l.
- 7. Zih Sándorné: A szeretet hatalma. Ifjúsági elbeszélés. 85 l.
- 8. V. Sipos Ida: Apró történetek. 90 l.
- 9–10. Koncz Ákos: Debrecen multjából. Elbeszélések az ifjúság részére. 76, 74 l.
- 11. F. Varga Lajos: Zengő hárfa. Gyermekversek és imák. 93 l.
- 12–13. Vaday József: Protestáns jellem, erkölcsi olvasmányokban. 3. kiad. 98, 106 l.
- 14–15. Csite Károly: A gyermekszív könyve. Rajzok, történetek. 57, 59 l.
- 16–17. Sántha Károly: Isten, Haza, Család. (Versek.) 72, 68 l.
- 18–19. Vaday József: Rákóczi és a kurucvilág képekben. 2. kiad. 80, 87 l.
- 20–21. Porcsalmy Gyula: Magyar történelmi elbeszélések és népmondák az ifjúság számára. 76, 71 l.
- 22. Forgács Gyula: Hogy lehetsz nagy ember? Felnőtt gyermekek számára. 72 l.
- 23–24. Koréh Endre: Bibliai képek gyermekek számára. 62, 76 l.
- 25–26. Papp József: Száz mese. 80, 92 l.
- 27–28. Jámbor Lajos: Ószövetségi történetek a magyar nép és ifjúság számára. 3. kiad. 99, 98 l.
- 29–30. Koréh Endre: Képek a magyar protestáns egyháztörténetből. 91, 100 l.
- 31–32. Szentmiklósy József: Valláserkölcsi elbeszélések. 66, 52.
- 33–34. Zih Sándorné: Az elhagyottak. Elbeszélések az ifjúság számára. 78, 86 l.
- 35–36. Borsos István: Kollégiumi történetek. Rajzok és elbeszélések a diákéletből. 69, 65 l.
- 37–38. Porcsalmy Gyula: A magyar történelem hősnői. Az ifjúság számára. 65, 67 l.
- 39. Dombi Lajos: Elbeszélések az ifjúság számára. 65 l.
- 40–43. Könyves Tóth Kálmán: A gyermekvilágból. Elbeszélések az ifjúság számára. 4 köt.
- 44. Jókay Lajos: Mesék gyermekek számára. 74 l.
- 45. Jókay Lajos: Elbeszélések az ifjúság számára. 76 l.
- 46–47. Jókay Lajos: Az árva fiú. Elbeszélés az ifjúság számára. 62, 58 l.
- 48. Forgács Gyula: Jeruzsálem pusztulása. A serdülő ifjúság számára. – Jámbor Lajos: Elizeus. A szentírás alapján versbe szedte: –. 29, 28. l.
- 49. Jámborné Székely Lilla: A nagymama történeteiből. Elbeszélések az ifjúság és a nép számára. 78 l.
- 50. Lagerlöf Zelma: Krisztus-legendák. Az ifjúság számára – után ford.: Osváth Kálmán. 55 l.
- 51. Vaday József: Rákóczi jön! Emlékkönyv II. Rákóczi Ferenc, Zrinyi Ilona és Thököly Imre hamvainak hazahozatalára. 75 l.
- 52. Babay Kálmán: Viski lányok. Ifjúsági regény. 74 l.
- 53–55. Babay Kálmán: Szép Balaton mellől. Elbeszélések az ifjúság számára. 3 köt.
- 56–57. Buday János: Dávid király élete. A nép és ifjúság számára. 61, 47 l.
- 58–59. Buday János: Boldogfalva. A nép és ifjúság számára. 60, 45 l.
- 60. Csite Károly: Mi a haza. Rajzok és elbeszélések. 68 l.
- 61–62. Buday János: Pál apostol élete. A nép és ifjúság számára. 64, 60 l.
- 63–64. D. Dolinay Erzsébet: Kis leányok tudománya. A nép és ifjúság számára. 73, 79 l.
- 65. D. Dolinay Erzsébet: Csevegések. Az ifjúság számára. 95 l.
- 66. Buday János: József története. 79 l.
- 67–68. D. Dolinay Erzsébet: Nénike vendégei. Az ifjúság számára. 73, 78 l.
- 69. Uray Sándor: A boldogságról. Elmélkedések s azokhoz fűzött imák keresztyén ifjak számára. (Máté evangyelioma V. rész. 1–11. verseiről.) 102 l.
- 70–71. Forgács Gyula: Gyermekek a bibliában. Bibliai magyarázatok serdülő ifjak számára. 83, 69 l.
- 72–73. Forgács Gyula: Afrika hősei. A magyar ifjúság számára. 65, 51 l.
- 74–75. Jámbor Lajos: Égi cél felé. Vallásos és egyéb költemények a magyar nép és ifjúság számára. 77, 70 l.
- 76–77. Kádár Imre: Madármesék. 53. 55 l.
- 78–79. Kádár Imre: Gyermekésszel. 54, 49 l.
- 80. Csite Károly: Itthon. Rajzok, történetek. 69 l.
- 81. Jókay Lajos: Dugó Matyi vállalatai. Elbeszélések az ifjúság számára. 41 l.
- 82–83. Pröhle Vilmos: Mese és valóság hetedhét országból. 53, 52 l.
- 84. Rácz Kálmán: Kocsi Csergő Bálint. A gályarab. – Forgács Gyula: A nagy Heródes és utódai. A serdülő ifjúság számára. 49, 45 l.
- 85–88. S. Szabó József: Református egyházunk nagyjai. 4 köt.
- 89–90. S. Szabó József: Régi történetek. 70, 74 l.
- 91–92. Uray Sándor: Bibliai képcsarnok. Útjelző a szentíráshoz. Iskolai és családi használatra. 77, 78 l.
- 93–94. Vaday József: A magyar gyermek olvasókönyve. Protestáns tanulók vezérkönyve a jó erkölcsben és hazafias jellemben. 1. rész. 5. átdolg. és képekkel ellátott kiad. 86, 84 l.
- 95–96. Vaday József: A jó példát kövesd. Protestáns tanulók vezérkönyve a jó erkölcsben és hazafias jellemben. 2. rész. 5. átdolg. és képekkel ellátott kiad. 2 köt. 62, 46 l.
- 97–98. Vaday József: Protestáns lelkület történeti példákban és fejtegetésekben. 2. kiad. 78, 93 l.
- 99–100. Zih Sándorné: A koldus jövendőmondása. Ifjúsági elbeszélés. 62, 68 l.
- 101–102. Zih Sándorné: A sánta szolgáló leánya. Ifjúsági elbeszélés. 89, 91 l.
- 103. Csite Károly: Az áruló és egyéb történetek. 64 l.
- 104–105. Végh István: Kuruchistóriák és egyéb történelmi elbeszélések. 96, 100 l.
- 106. Tóthné Zilahy Emma: Szárazon és vízen. Az ifjúság számára. 90 l.
- 107–108. Zih Sándorné: Az iskolakerülő. Ifjúsági elbeszélés. 62, 64 l.
- 109. S. Szabó József: Károlyi Gáspár, a bibliafordító. 63 l.
- 110. Csite Károly: Ami a mennybe köt. Rajzok és elbeszélések.89 l.